# Kościół św. Anny w Otmuchowie
Kościół świętej Anny – kościół cmentarny należący do parafii św. Mikołaja i św. Franciszka Ksawerego w Otmuchowie.

## Historia i wyposażenie
Jest to neogotycka budowla wzniesiona z cegły w II połowie XIX wieku na miejscu małej jednonawowej kaplicy, która była już niewystarczająca dla potrzeb rozwijającego się miasta. We wnętrzu świątyni znajduje się obraz „Św. Anna uczy Marię czytać”, namalowany przez Hieronima Richtera. Na tylnej ścianie świątyni jest kartusz herbowy biskupa wrocławskiego Franza Ludwiga von Pfalz-Neuburga z 1699 roku.

## Organy
Organy zostały wybudowane prawdopodobnie w II połowie XIX wieku, po wybudowaniu obecnego kościoła cmentarnego. Katalog Organów Diecezji Opolskiej podaje, że zostały one wybudowane przez Heinricha Schlaga ze Świdnicy, jednak informacje te są potwierdzone. Z kroniki parafialnej wiadomo, że w 1983 roku przeprowadzony został ich remont. Organy z biegiem czasu były w coraz gorszym stanie, jednakże w 2018 roku, kiedy dzięki staraniom ks. proboszcza Eugeniusza Magierowskiego podjęto decyzję o ich generalnym remoncie. Wykonawcą została firma Vestra Grzegorza Tchórzewskiego z Lubrzy. Wymieniono dmuchawę na nową i została ona zamontowana we wnętrzu instrumentu.
Dyspozycja instrumentu:
| Manuał             | Pedał             |
| ------------------ | ----------------- |
| 1. Salicet 8Fuß.   | 1. Subbass 16Fuß. |
| 2. Principal 8Fuß. |                   |
| 3. Flöte 8Fuß.     |                   |
| 4. Octave 4Fuß.    |                   |